# Tropospheric Emissions: Monitoring of Pollution
Pour les articles homonymes, voir Tempo (homonymie).
Tropospheric Emissions: Monitoring of Pollution plus communément désigné par son acronyme TEMPO est un spectromètre développé pour le compte de l'agence spatiale américaine, la NASA, par Ball Aerospace, pour mesurer les principaux constituants de l'air pollué (ozone, ...) au-dessus du continent nord-américain. L'instrument est installé sur le satellite de télécommunications commercial INTELSAT 40e qui est placé sur une orbite géostationnaire le 7 avril 2023. TEMPO fait partie des missions de la NASA de la classe Earth Venture.

## Historique
L'instrument TEMPO a été sélectionné par l'agence spatiale américaine en novembre 2012 à la suite d'un appel à contributions pour le développement de la prochaine mission de la classe Earth Venture. Le projet TEMPO était proposé par le professeur Kelly Chance du Harvard-Smithsonian Center for Astrophysics. L'instrument est réalisé par la société Ball Aerospace & Technologies. Le développement de l'instrument s'appuie sur l'expérience acquise avec des instruments similaires notamment les instruments européens GOME et SCIAMACHY et l'instrument OMI embarqué sur le satellite AURA de la NASA. Tous ces instruments étaient installés sur des satellites circulant sur une orbite héliosynchrone ne permettant au mieux que de collecter des données une fois par jour alors que TEMPO grâce à son orbite recueille ces données une fois par heure. TEMPO est développé en même temps que deux autres instruments aux objectifs similaires et également placés sur une orbite géostationnaire : le spectromètre européen UVNS (Sentinel-4) installé à bord d'un satellite météorologique Météosat de troisième génération (lancement programmé en 2024) et l'instrument GEM (clone de TEMPO comportant toutefois plus de redondance) embarqué sur le satellite sud-coréen GEO-KOMPSAT-2B placé en orbite en 2020. Les données recueillies par ces trois instruments permettront d'observer la qualité de l'air au-dessus des continents et d'évaluer le déplacement de la pollution au-dessus des océans Atlantique et Pacifique,.

## Caractéristiques techniques
TEMPO a une masse de 148 kilogrammes dont les dimensions extérieures sont 1,4 × 1,1 × 1,1 mètre. Il consomme 134 Watts. Il est embarqué à bord du satellite de télécommunications commercial INTELSAT 40e qui doit être placé sur une orbite géostationnaire et positionné à une altitude de 35786 kilomètres au-dessus de l'équateur à la longitude de 91° ouest.
TEMPO est un spectromètre imageur couvrant deux bandes spectrales : ultraviolet (290-490 nanomètres) et lumière visible (540-740 nanomètres). Son champ de vue instantané est de 4,76° du Nord au Sud et de 8,95° dans le sens Est-Ouest. Il effectue des observations sur l'ensemble du territoire continental des États-Unis. La résolution spatiale est de 2,21 (vertical) x 4,97 (horizontal) kilomètres. La résolution spectrale est de 0,57 nanomètres. Le rapport signal sur bruit maximal est de 2700 pour les fréquences comprises entre 330 et 240 nanomètres. Il produit des spectres sur l'ensemble de la zone observée une fois par heure durant le jour (soit 10 à 12 collectes par tranche de 24 heures). L'abondance des molécules suivantes est mesurée par TEMPO : ozone, dioxyde d'azote, méthanal, dioxyde de soufre, éthanedial, vapeur d'eau, hypobromite. 

## Déroulement de la mission
Le satellite de télécommunications commercial INTELSAT 40e, sur lequel est installé l'instrument, est placé sur une orbite géostationnaire le 7 avril 2023 par une fusée Falcon 9 décollant de la base de lancement de Cape Canaveral. La durée de la mission primaire est de 2 ans mais la NASA espère que l'instrument continuera de recueillir des données beaucoup plus longtemps. La société Intelsat a garanti à l'agence spatiale que l'instrument resterait en orbite au moins 10 à 15 ans. L'instrument qui devrait succéder à TEMPO, baptisé Atmospheric Composition Instrument, est une version améliorée de celui-ci qui est en cours de développement. Il devrait être installé au milieu de la décennie 2030 sur les futurs satellites météorologiques GeoXO de l'agence spatiale météorologique américaine, la National Oceanic and Atmospheric Administration (NOAA). 
| Caractéristique              | TEMPO                                  | GOME        | SCIAMACHY   | OMI        | GOME 2a,b    | OMPS-1     |
| ---------------------------- | -------------------------------------- | ----------- | ----------- | ---------- | ------------ | ---------- |
| Satellite                    | Intelsat 40e                           | ERS-2       | ENVISAT     | Aura       | MetOp        | Suomi NPP  |
| Date                         | 2023-                                  | 1995-2011   | 2002-2012   | 2004-      | 2006-        | 2011-      |
| Agence spatiale              | NASA                                   | ESA         | ESA         | NASA       | EUMETSAT/ESA | NOAA/NASA  |
| Bande spectrale              | 290-700 nm                             | 240-790 nm  | 240-2380 nm | 270-500 nm | 240-790 nm   | 240-790 nm |
| Résolution spectrale         | 0,57 nm                                |             |             |            |              |            |
| Résolution spatiale maximale | 2,21 (vertical) x 4,97 (horizontal) km | 40 x 320 km | 30 x 30 km  | 15 x 30    | 40 x 40 km   | 50 x 50 km |
| Périodicité collecte         | 1 heure                                | 3 jours     | 6 jours     | 1 jour     | ~1 jour      | 1 jour     |